# 東香名子
東 香名子（あずま かなこ、1983年10月2日 - ）は、日本のコラムニスト、著作家である。血液型A型。

## 来歴
鹿児島県南九州市出身。幼少時代は神奈川県横浜市、埼玉県飯能市で過ごす。所沢高等学校、東洋大学文学部を経て、東洋大学大学院修士課程修了。大学在学中に、独マールブルグ大学への留学を経験している。
編集プロダクション勤務、外資系企業での受付嬢を経て、女性サイト編集長を歴任。独立後は自称コラムニストとして鉄道、旅行、恋愛、ライフスタイル等のコラムを執筆している。

## 人物
父親が好きだったFC版桃太郎電鉄をきっかけに鉄道ファンになる。乗り鉄を自称し、鉄道関連の仕事をこなす。学生時代は成田エクスプレスで車内販売のアルバイトをしていた。
特技は語学で英語とドイツ語が堪能。趣味はピアノ、ドラムなど楽器演奏。純文学が好きで坂口安吾、太宰治、町田康を愛読。西村京太郎も好む。自身もウェブ上で恋愛小説を発表している。
クイズも好きでJQSグランプリでは決勝に二度進む等、IT知識にも強いところを発揮している。

## エピソード
- 吉川美代子とは一時同じ芸能事務所に所属していたこともあって親交があり、関西テレビの番組「おかべろ」の収録時に吉川のプライベートな素顔を暴露したこともある（オンエアではカット）。
- 三代目 J SOUL BROTHERS from EXILE TRIBEのNAOTOは高校の同級生であり、同じダンス部に所属していた。
- 昭和歌謡が好きで特に前川清の大ファン。定期的に公演に訪れている。

## 出演

### テレビ
- 大人の鉄道美学 #3 恵那の枡酒列車、明知鉄道（鉄道チャンネル）

### ラジオ
- ラジバタ2（2014年12月13日、FM西東京）
- あなたとハッピー!（2015年1月15日、ニッポン放送）
- デイ・キャッチ（2015年7月16日、TBSラジオ）
- J-WAVE TOKYO MORNING RADIO（2017年2月15日、J-WAVE）

## 著書
- 100倍クリックされる 超Webライティング実践テク60 （2017年3月2日、パルコ出版） ISBN 4865062114